# Prefettura di Tochigi
La prefettura di Tochigi (栃木県?, Tochigi-ken) è una prefettura giapponese con circa 2 milioni di abitanti, si trova nella regione di Kantō, sull'isola di Honshū. Il suo capoluogo è Utsunomiya.

## Geografia fisica
La prefettura di Tochigi è situata nella parte centrale dell'isola di Honshū, e confina a nord con la prefettura di Fukushima, ad est e a sud con la prefettura di Ibaraki, ancora a sud con la prefettura di Saitama e ad ovest con la prefettura di Gunma.

### Città
Nella Prefettura di Tochigi ci sono 14 città.
| - Ashikaga - Kanuma - Mōka - Nasukarasuyama | - Nasushiobara - Nikkō - Ōtawara - Oyama - Sakura | - Sano - Shimotsuke - Tochigi - Utsunomiya (capoluogo) - Yaita |

### Paesi e villaggi
| - Distretto di Haga - Haga - Ichikai - Mashiko - Motegi | - Distretto di Kawachi - Kaminokawa - Distretto di Nasu - Nasu - Nakagawa | - Distretto di Shimotsuga - Iwafune - Mibu - Nogi - Distretto di Shioya - Shioya - Takanezawa |